# Валеђа (Савона)
Валеђа је насеље у Италији у округу Савона, региону Лигурија.
Према процени из 2011. у насељу је живело 3086 становника. Насеље се налази на надморској висини од 9 м.